# Rhagidia gelida
Rhagidia gelida är en spindeldjursart som beskrevs av Tord Tamerlan Teodor Thorell 1871. Rhagidia gelida ingår i släktet Rhagidia, och familjen Rhagidiidae. Arten är reproducerande i Sverige.